# Andrea Kossanyiová
Andrea Kossanyiová (ur. 6 sierpnia 1993 w Przybramie) – czeska siatkarka, reprezentantka kraju, grająca na pozycji przyjmującej.

## Sukcesy klubowe
Liga czeska:
- 2013, 2014, 2015, 2018, 2019
- 2012
- 2010

Puchar Czech:
- 2013, 2014, 2015, 2018, 2019

Liga polska:
- 2016

MEVZA - Liga środkowoeuropejska:
- 2019

Puchar CEV:
- 2023[7]

Liga rumuńska:
- 2023[8]

## Sukcesy reprezentacyjne
Mistrzostwa Europy Juniorek:
- 2010

Liga Europejska:
- 2012, 2019
- 2018

## Nagrody indywidualne
- 2010: Najlepsza atakująca Mistrzostw Europy Juniorek
- 2019: MVP Ligi Europejskiej